# Emile Truijen
Emile A.H. Truijen (Surabaya, 13 februari 1928 - Leiden, 22 oktober 2003) was een Nederlands architect, meubelontwerper en industrieel ontwerper. Hij werd in 1971 benoemd tot hoogleraar Industrieel ontwerpen aan de Technische Universiteit Delft. Met Jan Lucassen was hij oprichter van Teldesign in 1962; het eerste Nederlandse ontwerpbureau, met verschillende disciplines onder één dak. In 2004 vernoemde de faculteit Industrieel Ontwerpen in Delft een zaal naar hem.

## Leven en werk
Truijen is de tweelingbroer van Hans Truijen, geboren in Surabaya. In 1932 vertrok het gezin terug naar Nederland, waar hij opgroeide. Hij studeerde binnenhuisarchitectuur aan de Koninklijke Academie van Beeldende Kunsten in Den Haag, en vervolgens nog een jaar werktuigbouwkunde aan de HTS.
Na zijn afstuderen in 1954 begon Truijen eerst met Rob Parry een ontwerpstudio. Ze ontwierpen winkelinrichtingen, stands op beurzen, exposities en enige producten. Hun bekendste werk is de rode brievenbus voor de PTT, ontworpen in 1958. In 1962 richtte hij Jan Lucassen het ontwerpbureau Teldesign op, en tot 1973 leidde hij samen met Lucassen dat bureau. Van 1964 tot 1978 was Trijen tevens hoogleraar industreel Ontwerpen aan de Technische Universiteit Delft.

## Publicaties, een selectie
- Truijen, Emile en Norbert Roozenburg (red.). Emile Truijen : brieven van een designer : een autobiografie. Faculteit van het Industrieel Ontwerpen, TU Delft. 1993.

## Afbeeldingen

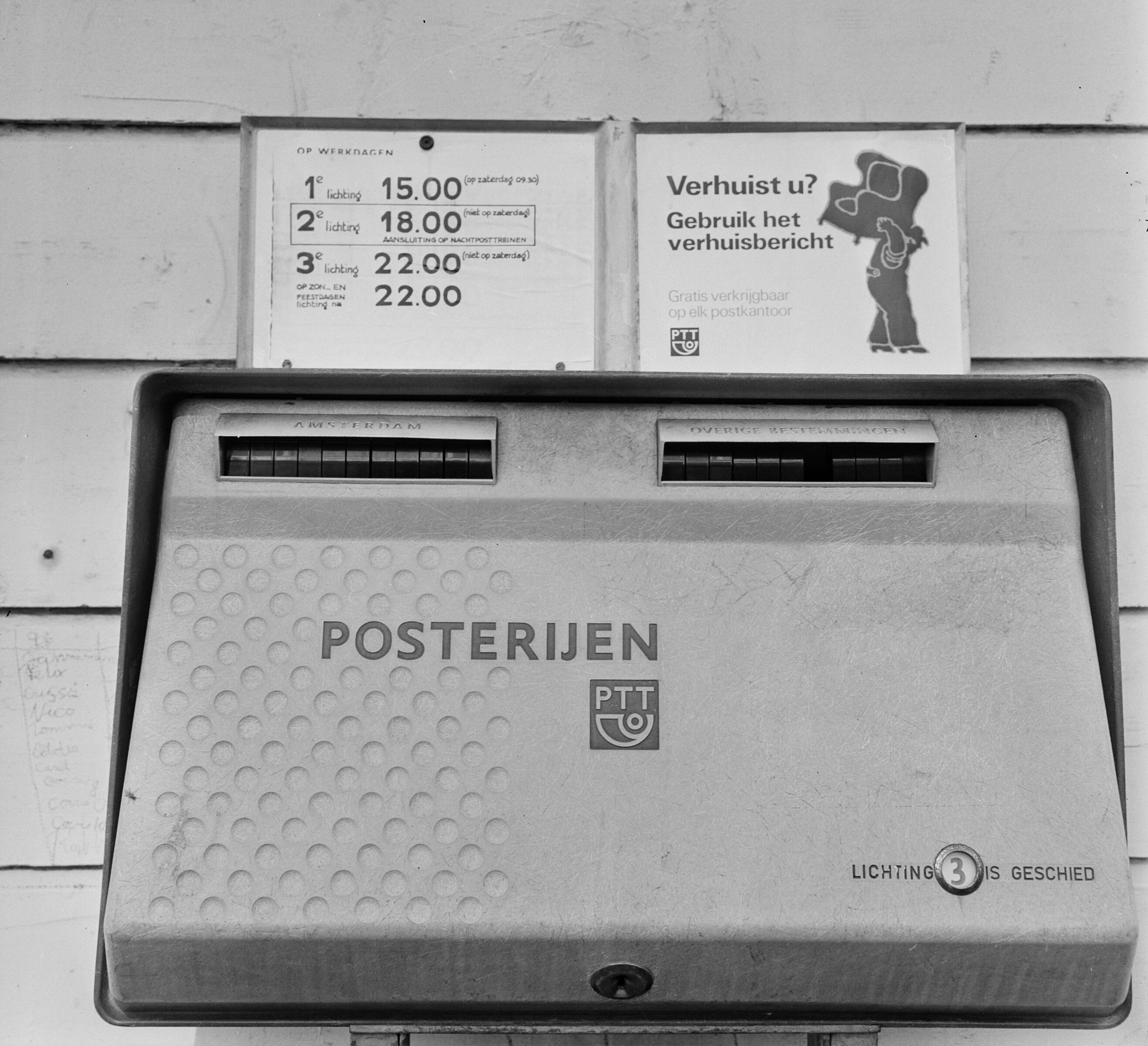
Brievenbus (Amsterdam) met bord lichtingstijden, 1969.
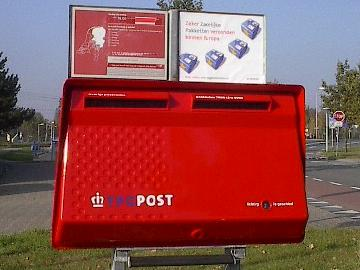
Brievenbus TPG Post in 2003, afgeleid van het origineel.